# 734551 Monin
734551 Monin è un asteroide della fascia principale. Scoperto nel 1997, presenta un'orbita caratterizzata da un semiasse maggiore pari a 2,3628255 au e da un'eccentricità di 0,1309334, inclinata di 3,61070° rispetto all'eclittica.
Dal 4 novembre 2024 al 24 febbraio 2025, quando 743062 Dianabeșliu ricevette la denominazione ufficiale, è stato l'asteroide denominato con il più alto numero ordinale. Prima della sua denominazione, il primato era di 714305 Panceri.
L'asteroide è dedicato all'astronomo canadese Dmitry Monin.